# Hotelski sklop Bretanide u Bolu
Hotelski sklop Bretanide u mjestu Bolu, otok Brač. Predstavlja sklop hotelskih objekata. Zaštićeno kulturno dobro.
Sagrađena je 1985. godine. Projektirao ga je hrvatski arhitekt Dinko Kovačić.
Pod oznakom P-5221 zavedena je kao nepokretno kulturno dobro - pojedinačno, pravna statusa preventivno zaštićena kulturnog dobra, klasificirano kao "profana graditeljska baština".